# ファイ・カッパ・サイ
ΦΚΨ（ファイ・カッパ・サイ, Phi Kappa Psi）は、1852年ウィリアム・ヘンリー・レターマンおよびチャールズ・ページ・トーマス・ムーアによってペンシルベニア州キャノンズバーグのジェファーソン大学のキャンパスで結成された、学生友愛会。
有名なファイサイのメンバーはウッドロウ・ウィルソン大統領、ニューヨーク市長マイケル・ブルームバーグ、ジョン・F・ケネディ・Jr.、宇宙飛行士オーエン・ガリオット、ピーター・グレイブス、ロイ・シャイダー、ジョン・アスティン、ジェイムズ・サーバー、オリンピック選手マーク・スピッツ、Yahoo!の共同設立者ジェリー・ヤンおよび他に多数いる。